# Église Saint-Étienne de La Guerche-sur-l'Aubois
Pour les articles homonymes, voir Église Saint-Étienne et Saint-Étienne (homonymie).
L'église Saint-Étienne est une église de style roman située à la périphérie de la ville de La Guerche-sur-l'Aubois, à 25 kilomètres à l'ouest de Nevers dans le département français du Cher en région Centre-Val de Loire.

## Historique
L'église est inaugurée sous le règne de Louis VI le Gros en 1110. Au XIVe siècle, elle constitue un point de ralliement pour les grandes compagnies. Ravagée et incendiée pendant la guerre de Cent Ans, elle est remise en état par Jean de Bar de Baugy et percée de deux fenêtres gothiques en 1464. L'église est à nouveau incendiée au XVIe siècle par les protestants qui ravagent la contrée; les chapiteaux des piles de la croisée sont alors refaits.
Sous la Terreur, un certain Louis Pajot, autoproclamé "Roi de La Guerche", exécute un autodafé public de toutes les archives de la commune pour accueillir Joseph Fouché en grande pompe et décide de faire descendre les cloches pour les fondre. Sur les cinq, les trois petites sont fondues, mais les deux grosses sont ramenées de La Guerche par une délégation de paysans en colère. Elles ne seront remontées qu'en 1966 par l'entreprise Saugrin. A Pâques 1984, à l'initiative du maire Jean-Louis Gignoux, le clocher sera doté d'un bourdon, et le carillon remis en état de marche.
Dans la deuxième moitié du XIXe siècle, Saint-Etienne fut remplacée, comme église paroissiale, par l'église Notre-Dame, consacrée le 7 juin 1860. La révolution industrielle, en effet, en ayant fait exploser la population de La Guerche dont le centre s'était alors déporté au bord du canal, l'ancienne église apparaissait désormais trop loin du nouveau bourg et trop exiguë pour accueillir tous les fidèles.
L'église Saint-Etienne, classée à l'Inventaire des monuments historiques en 1962, abrite un bénitier sculpté au début du XVIe siècle en calcaire d'Apremont. Celui-ci repose sur un pied sculpté. Les quatre évangélistes, reconnaissables à leurs attributs respectifs, sont représentés sur les faces principales. Le bénitier porte également les écussons des fils de Jean IV de Bar, seigneur de La Guerche, le donateur.
Le coq de l'église, en cuivre repoussé, porte la date de 1590 et la mention "IDRS" (Jesus, Deus, Rex & Salvator). Il serait l'un des plus anciens de France au sommet d'un clocher.

## Description
Son plan est en croix latine. Elle n'a pas de contreforts, mais reste stable grâce à ses colonnes et à une voûte légère. Le portail est en plein cintre, le berceau de la nef est lambrissé et la croisée est couverte par une coupole octogonale sur trompes.

## Valorisation du patrimoine
L'association Les Amis de l'église du Gravier organise notamment des visites de l'église.